# Pachypodium namaquanum
Pachypodium namaquanum là một loài thực vật có hoa trong họ La bố ma. Loài này được (Wyley ex Harv.) Welw. mô tả khoa học đầu tiên năm 1869.

## Hình ảnh

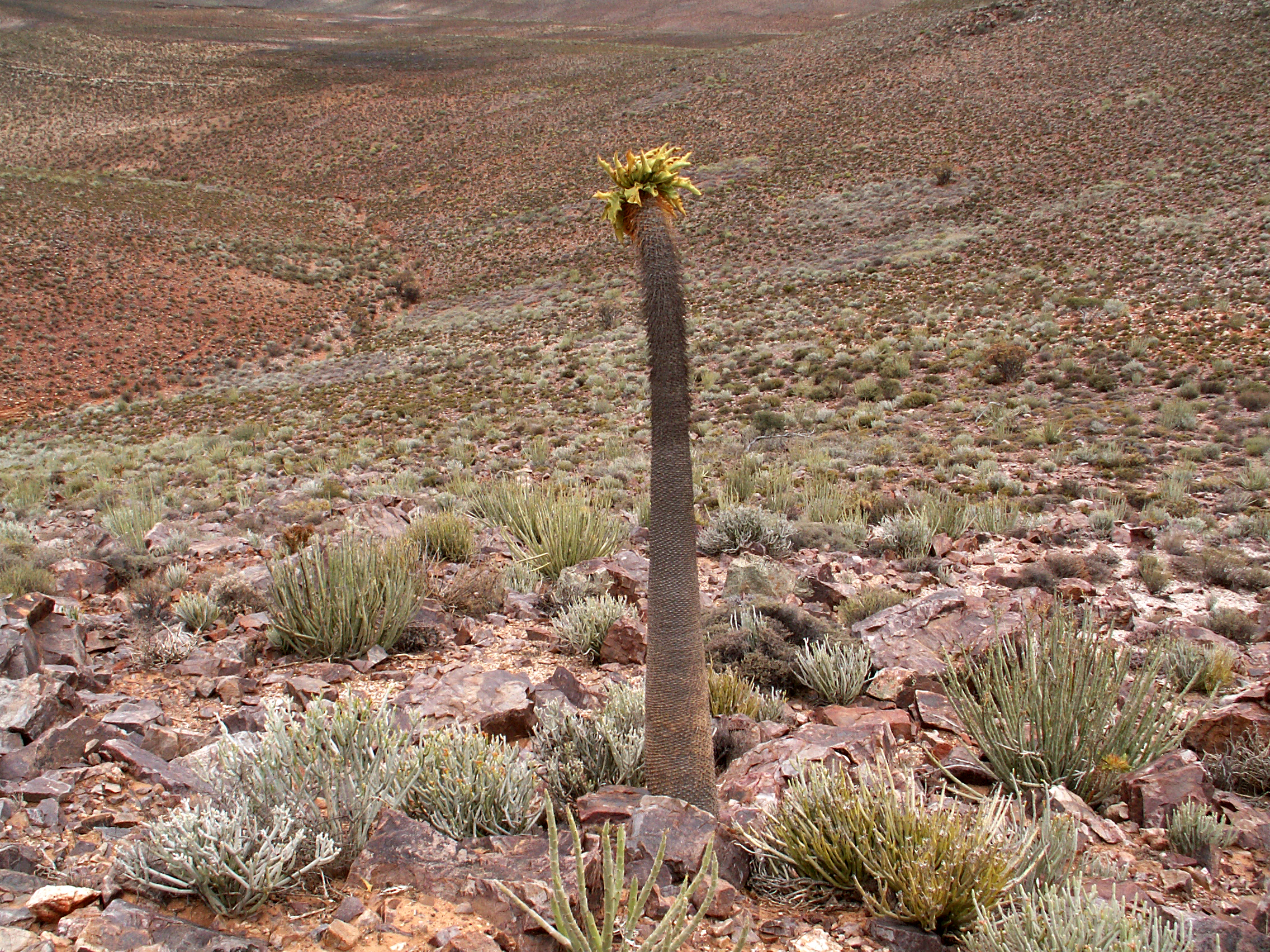
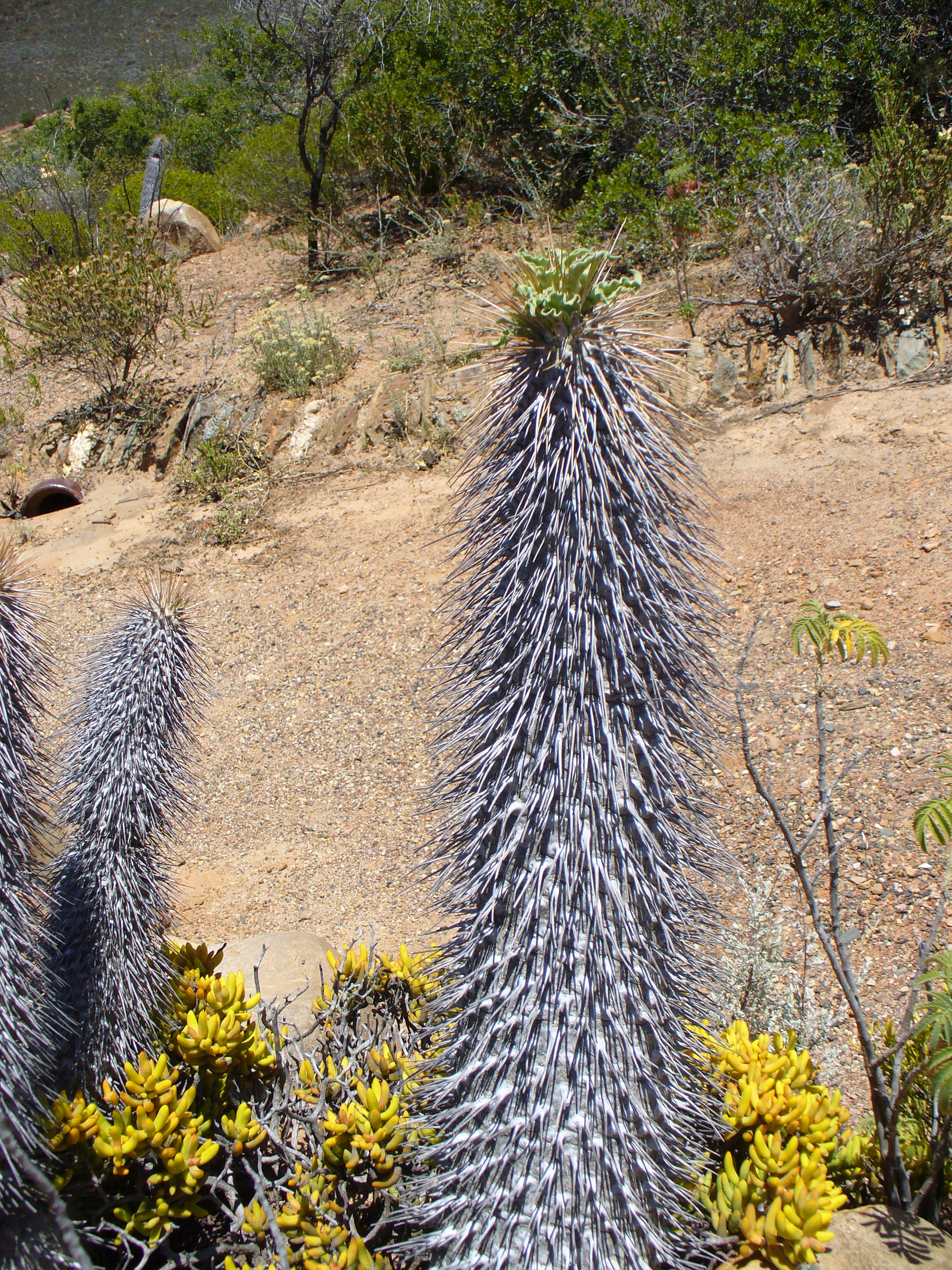
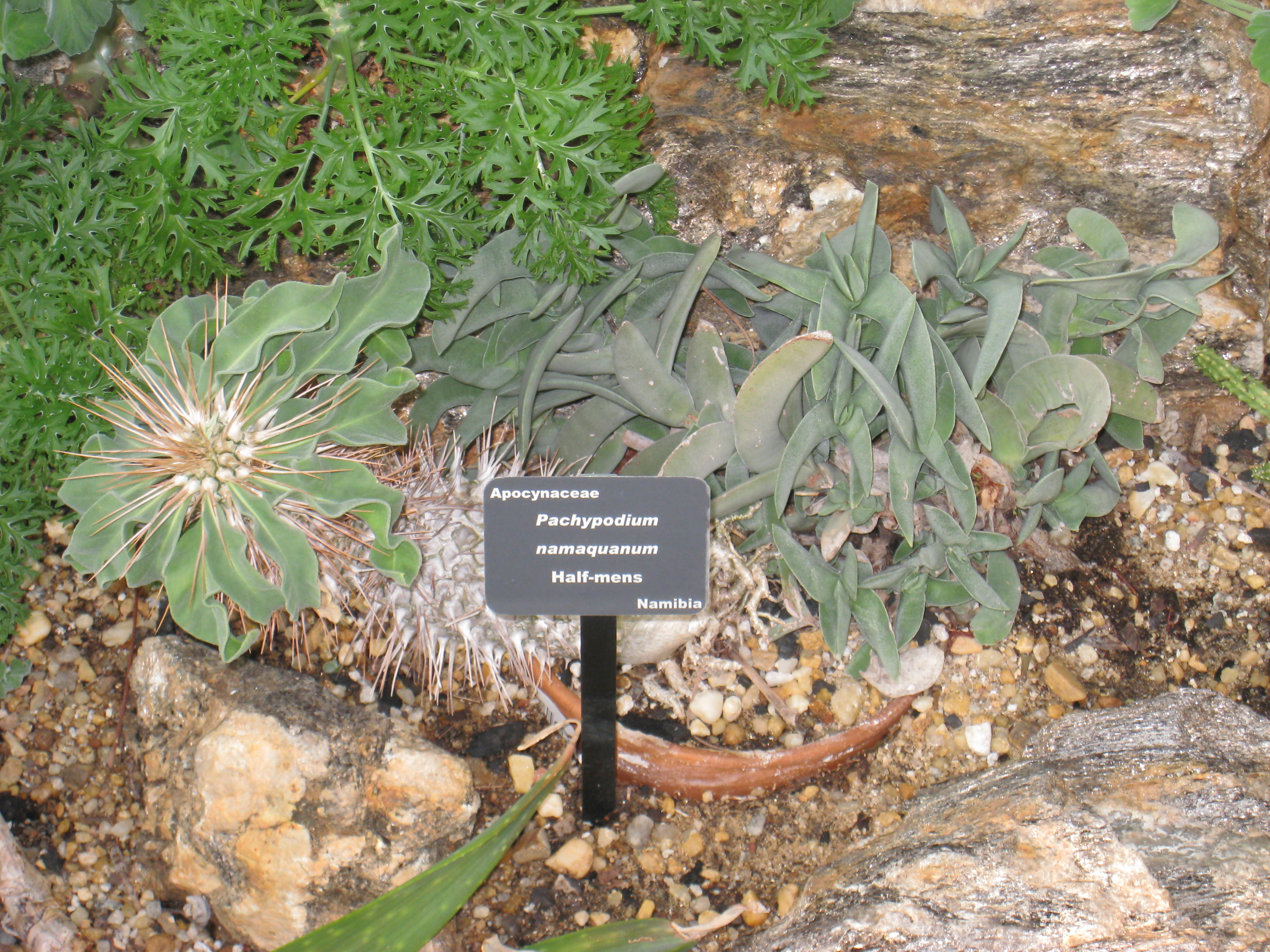
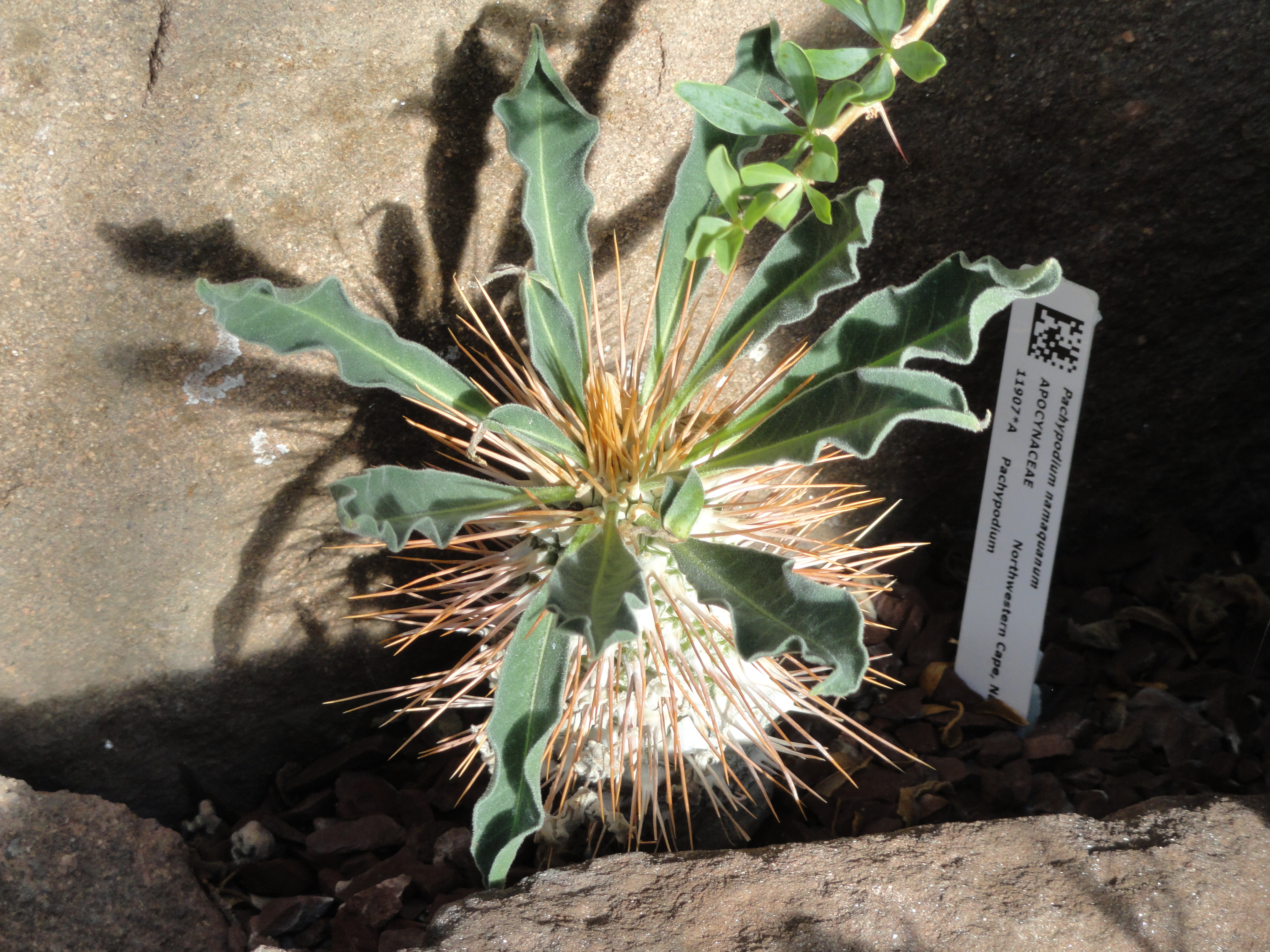